# Museo della Valle del Lujo
Il Museo Etnografico della Valle del Lujo è un museo etnografico con sede nel Comune di Albino, nella frazione di Casale.

## Storia
Il Museo Etnografico della Valle del Lujo è stato istituito, nel 1995, dal Gruppo Culturale "Amici di Casale", in collaborazione con il Comune di Albino e il sostegno della Comunità montana della Valle Seriana, con l'obiettivo di ricostruire la storia e le tradizioni di Casale e, più in generale, della Valle del Lujo.
La sede del Museo, di proprietà parrocchiale, ha una superficie di 70 m² circa.

## Percorso espositivo
Il museo si pone due obiettivi: da una parte, restituire alla popolazione un patrimonio storico e culturale essenziale alla conservazione della sua memoria storica; dall'altra, valorizzare attrezzi di lavoro, materiali, documenti e oggetti della quotidianità, inserendoli nel contesto socioeconomico in cui furono prodotti e usati.
L'inventiva e la capacità umana di adattarsi a questo ambiente si manifestano negli attrezzi e negli oggetti delle diverse attività del contadino e dell'artigiano, presenti in passato sul territorio della Valle del Lujo. Quindi, si trovano strumenti utilizzati per l'allevamento, la lavorazione della terra e lo sfruttamento dei boschi. Particolare attenzione viene data anche al lavoro dei minatori, dei carbonai, e dei vari artigiani del territorio, come il fabbro, il maniscalco, il falegname, il calzolaio. Una sezione, poi, è dedicata alla casa rurale e alle diverse suppellettili d'uso domestico che rappresentano gli stili di vita del passato.
Una biblioteca a carattere specialistico e vallare, comprendente documenti scritti, fotografie, cartografie, uno schedario bibliografico, registrazioni per la conservazione della cultura orale, e materiale audiovisivo, completa le numerose testimonianze della cultura contadina. 
Un angolo, infine, riguarda la tradizione castanicola, particolarmente importante a Casale e in Valle del Lujo: sono presenti libri, opuscoli, cartoline sulla castagna, registrazioni audiovisive, attrezzi per la raccolta e anche diversi tipi di castagne.